# Lyre (fanfare)
Pour les articles homonymes, voir Lyre (homonymie).

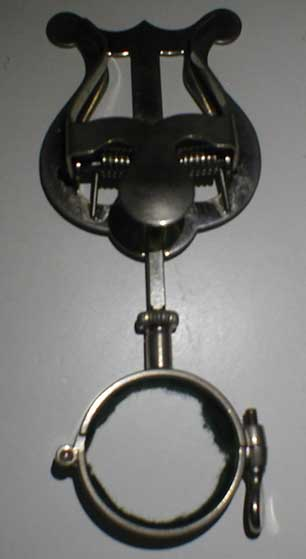
Lyre de clarinette

Une lyre est un accessoire destiné au maintien des partitions lors des prestations ambulantes. Il existe des modèles pour l'ensemble des instruments d'harmonie-fanfare. Une lyre se compose d'une tige (dont la forme et la longueur dépend de l'instrument) et d'une pince munie de ressorts, permettant de porter une partition de petit format.
Habituellement, la pince a la forme stylisée d'une lyre, instrument associé notamment à Apollon, dieu inspirateur des artistes dans la mythologie grecque. C'est cette forme faisant allusion aux traditions poétiques et musicales gréco-romaines qui justifie le nom de l'appareil.
La lyre est en principe amovible. Elle est fixée sur le corps de l'instrument en insérant la tige de la lyre dans un petit tube à base carrée de quelques millimètres de côté muni d'une vis. Ce tube peut être soudé à l'instrument ou associé à un collier amovible placé autour du corps de l'instrument. La lyre du trombone ou de la trompette peut également être reliée à l'instrument par une pince recouverte de feutrine et fixée au pavillon. Finalement, la flûte traversière ne permettant pas de fixer une lyre, les flûtistes portent leur lyre attachée à l'avant-bras gauche par un brassard. 
L'exemple donné ci-contre, le collier est articulé et sa partie intérieure recouverte de feutrine. Cela permet alors un montage direct sur le bois sans l'altérer. Mais le montage doit alors se faire beaucoup plus loin, près du pavillon. De toute façon, toutes les clarinettes n'acceptent pas cet accessoire à la jonction des deux corps, celui-ci venant interférer avec certaines clefs.
L'usage devenu courant de partitions affichées sur un téléphone a conduit à l'apparition de lyres destinées à fixer ces appareils sur divers instruments de musique.